# اريك غوردون
اريك غوردون (بالإنجليزية: Eric Gordon)‏ هو لاعب كرة القدم الكندية أمريكي، ولد في 22 أغسطس 1987 في ترافيرس سيتي في الولايات المتحدة.